# یاتیپیانگالا
یاتیپیانگالا (به لاتین: Yatipiyangala) یک منطقهٔ مسکونی در سری‌لانکا است که در استان مرکزی (سری‌لانکا) واقع شده‌است.